# متحف كلية طب قصر العيني
متحف كلية طب قصر العيني أو متحف قصر العيني هو متحف تاريخي طبي في القاهرة، مصر.

## التاريخ
بدأ التفكير في إنشاء متحف قصر العيني في عام 1909. عندما أُرسِلَ، محمود المناوي في مهمة علمية إلى الولايات المتحدة الأمريكية في جامعات كاليفورنيا. وأُتيحت له فرصة رؤية ما فعله الغرب لتسجيل تراثهم الطبي بالرغم من أن بعض هذه الجامعات يرجع تاريخ إنشائها إلى فترة أحدث من قصر العيني، وبعد عودته من الولايات المتحدة الأمريكية عام 1973 بدأ في الاتصال بالعديد من الأساتذة لجمع تراث كلية طب قصر العيني الذي كان موزعا بين جنبات الكلية، وبذلك يعد هذا المتحف هو أول متحف متخصص لهذا النوع من المقتنيات الطبية والتحف الفنية التي تخدم وتؤرخ لتاريخ الطب في مصر، وفي بعض الدول الأوروبية التي كانت لها علاقات طيبة مع مصر في ذلك الوقت.

## محتويات المتحف
يضم المتحف بين جنباته الكثير من الأدوات الطبية التي استخدمها مشاهير علماء الطب من المصرين والأوربيين منذ إنشاء مدرسة الطب المصرية في عهد «محمد علي باشا» كما يضم الكثير من الكتب الطبية النادرة ولا سيما في علم التشريح هذا فضلا عن كثير من التحف الفنية النادرة التي تصور لنا بدايات مدرسة الطب في منطقة أبو زعبل ومدرسة طب قصر العيني بالقاهرة.
ويغطي المتحف تاريخ الطب في منطقة المشرق العربي وبلاد الشام والدور التاريخي الذي لعبته كلية طب قصر العيني في الربط بين الطب في مصر الفرعونية والطب الحديث.
وهو أول متحف لجامعة طب عربية هي جامعة قصر العيني التي تعتبر أول مدرسة طب في مصر. افتتح المتحف على مراحل في عام 1998، وفي عام 1999.